# Ґай Олівер Ніколс
Ґай Олівер Ніколс (англ. Guy Oliver Nickalls, 4 квітня 1899 — 26 квітня 1974) — британський академічний веслувальник.
Срібний призер Олімпійських Ігор 1920, 1928 років у складі вісімки.